# Street fashion

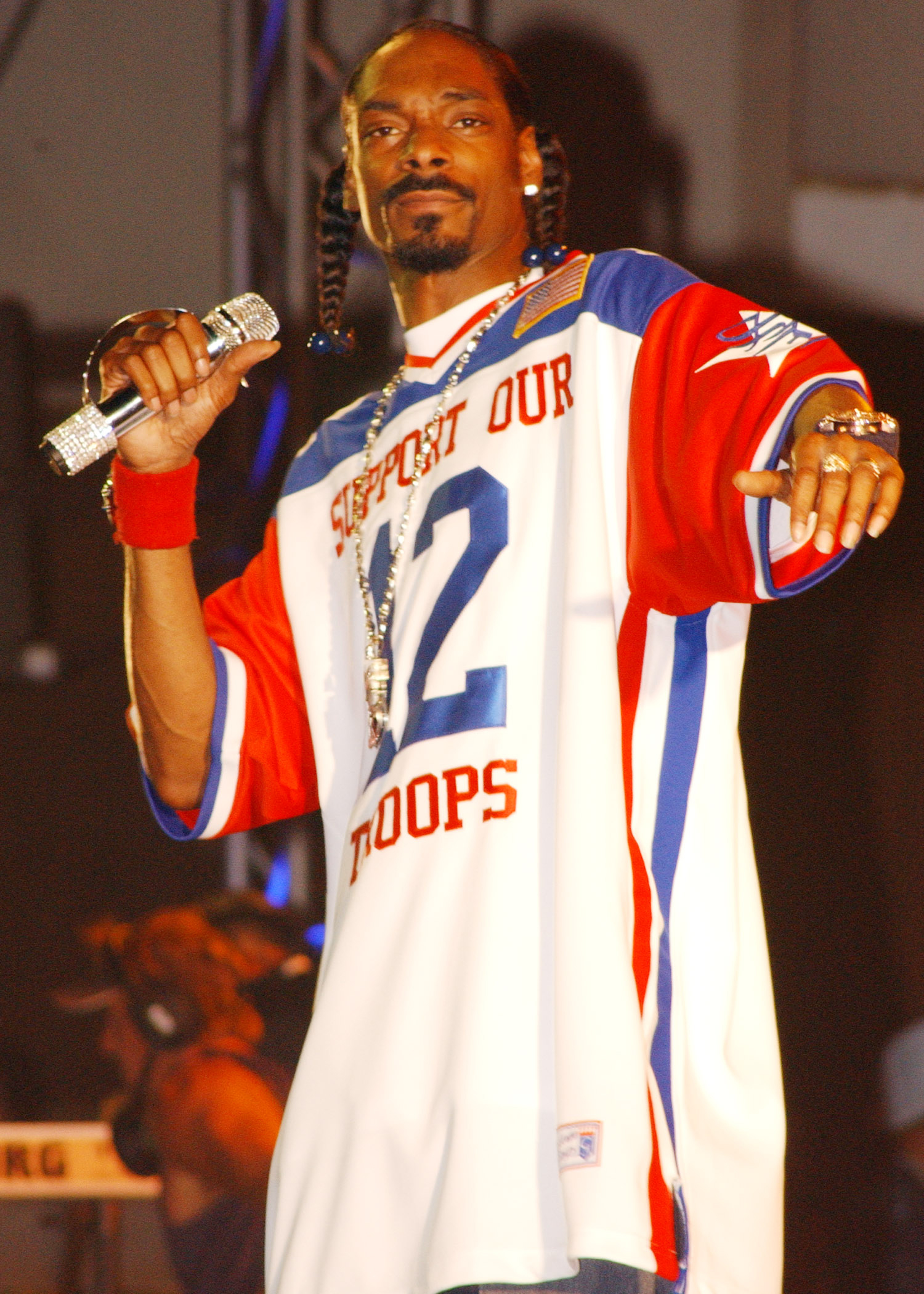
Snoop Dogg

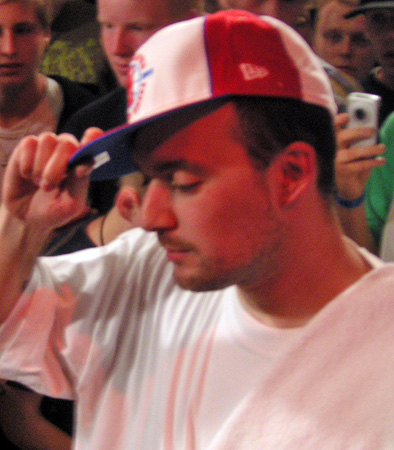
Von Stars vorgelebte Mode

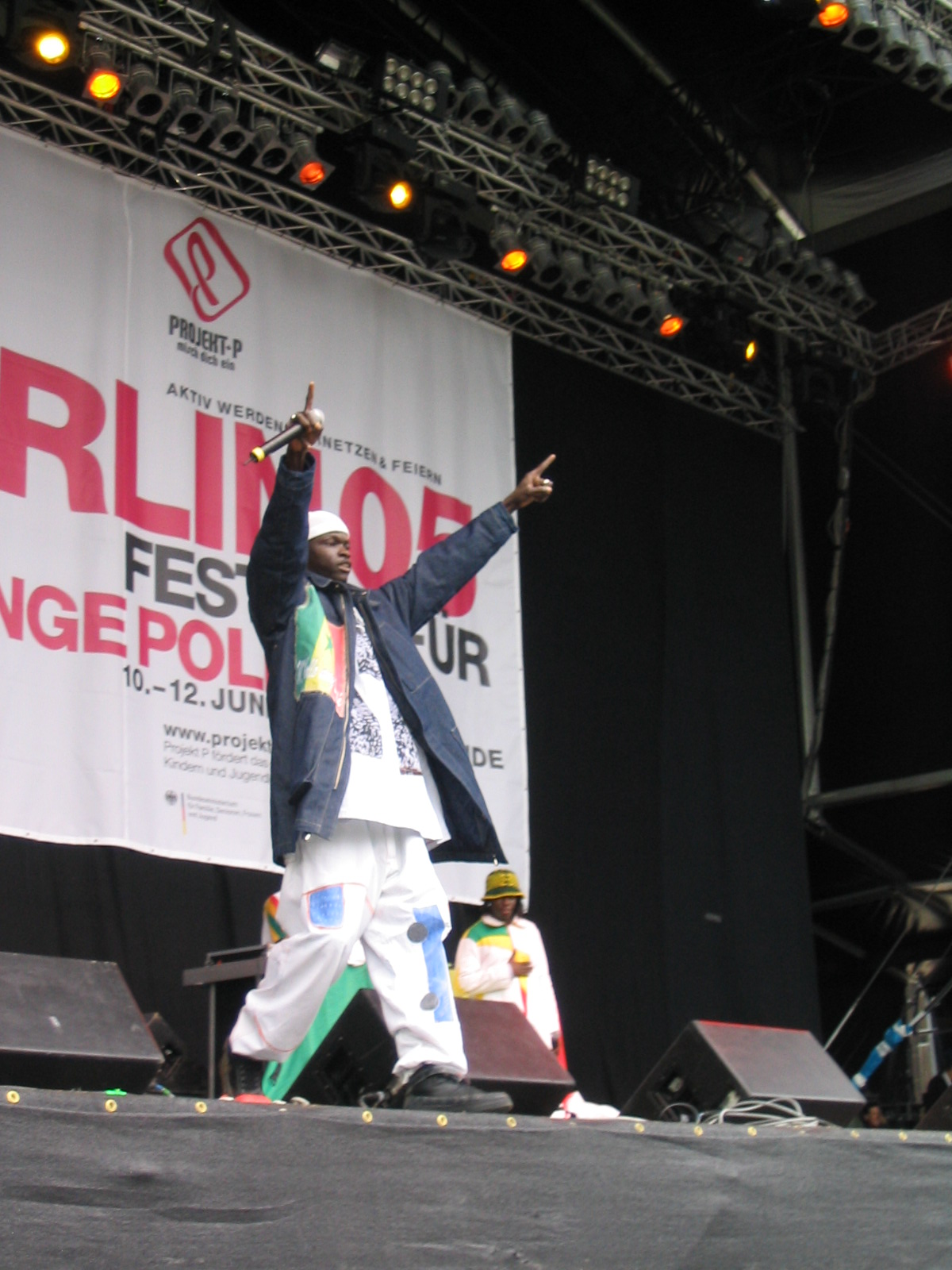

Street fashion (auch urban fashion oder Hip-Hop-Mode) ist der Oberbegriff für eine Reihe modischer Phänomene, die aus den Ghettos der amerikanischen Großstädte stammen und in Verbindung zur Hip-Hop-Musik stehen. Oft – beispielsweise durch KRS One – wird die Mode zu den Elementen der Hip-Hop-Kultur gezählt. In den letzten Jahren dürfte es sich bei der Mode noch vor der Musik um den kommerziell erfolgreichsten Teil des Hip-Hops handeln. Die Mode entwickelte sich zusammen mit dem gesamten Hip-Hop im New York City der 1970er und erfuhr sowohl durch den Gangsta-Rap als auch durch die zunehmenden Erfolge im Mainstream entscheidende Änderungen.
Dazu gehören im starken Kontrast zu anderen Jugendkulturen:
- Sehr weite, tiefhängende Hosen (Baggy Pants)
- starkes Markenbewusstsein
- Helle, farbenfrohe Kleidung
- Weiße Turnschuhe, Sneakers
- Übergrößen (T-Shirts bis zu 9XL)
- Accessoires: Schlüsselband, außen getragene Ketten (zum Teil mit auffälligen Anhängern), auffällige funkelnde Ohrstecker, Kopftücher (auch Bandana genannt), Kopfstrümpfe (auch Durag genannt), Kappen (oft in Kombination mit Durag / Bandana), auffällige Ringe

## Frühe street fashion
In den 1980ern war die Mode eines der wichtigsten Elemente des Old-School-Hip-Hop und wird als solche noch oft in Reminiszenzen an die Zeit gefeiert. Beispiele sind Ahmads Single Back in the Day von 1994 oder Missy Elliotts gleichnamige Single von 2002.
Zusammen mit den restlichen Ursprüngen des Hip-Hops entwickelte sich die Mode in der South Bronx. Sie stellte einen Gegenpol zum damals vorherrschenden Disco-Trend dar, war eher verbunden mit dem täglichen Leben der Afroamerikanischen Gemeinschaft im Sozialen Brennpunkt, sollte stärkeres Gewicht auf individuelle Ausdrucksmöglichkeiten legen, und war wie die gesamte Entwicklung des Hip-Hops in der Zeit stark von den materiellen Einschränkungen geprägt, denen die damaligen Protagonisten unterlagen.
Die Mode der damaligen Zeit sollte zum einen die Persönlichkeit demonstrieren, und sie war damit wesentlich vielfältiger als in späterer Zeit. Kurtis Blow stellt in seinen Erinnerungen fest, dass es – auch im Gegensatz zu späterer Zeit – noch keinen Dress Code auf den Block Partys gab. Zum anderen gehorchte sie auch den praktischen Erfordernissen des Tanzens und insbesondere des Breakdance, und sie war sehr sportlich geprägt.
Zur typischen Mode der damaligen Zeit gehörten überdimensionale Brillen, Kangol-Hüte, Ringe über mehrere Finger hinweg und Turnschuhe, erst vor allem von Puma, später von Adidas mit überdimensionalen Schnürsenkeln. In der Öffentlichkeit bekannt wurden sie durch Interpreten wie Run DMC oder LL Cool J. Run DMC waren dabei 1987 die ersten, die einen hochdotierten Sponsor-Vertrag mit einer Firma abschlossen, in diesem Fall Adidas, um deren Bekleidung öffentlich zu tragen.
Durch Künstler wie Kurtis Blow oder Big Daddy Kane wurde es populär, Goldschmuck, insbesondere in der Form von Halsketten, zu tragen. Die große farbige Bandbreite der damaligen Kleidung orientierte sich wahrscheinlich auch an einer durch Graffiti geprägten Ästhetik.
Frisuren reichten vom Jheri Curl der frühen und mittleren 1980er zum Hi-top fade der späten 1980er. Die Black-Pride-Bewegung hatte damals auch noch großen Einfluss auf die Hip-Hop-Bewegung und damit auch auf die Mode. Zum Stil, der auf sie zurückgeht, gehörten Afrika-Ketten, Dreadlocks sowie Rot-schwarz-grüne (die Panafrikanischen Farben) Kleidung, die von Queen Latifah, KRS One und Public Enemy getragen wurde.

## Entwicklung in den 1990ern
Nachdem Hip-Hop immer mehr ein Mainstream-Phänomen zu werden begonnen hatte, begann Street fashion auch außerhalb der Szene getragen zu werden, zum anderen veränderte sich die Mode im Hip-Hop: Will Smith, Kid ’n Play und Lisa „Left Eye“ Lopes (TLC) popularisierten das Tragen von heller, oft neon-farbener Kleidung und reguläre Accessoires wie Baseball-Caps in ungewöhnlichen Stilen. Zu dieser Zeit existierten auch einige kurzlebige Hypes, wie beispielsweise Kris Kross’ Art, die Kleidung falsch herum anzuziehen, so dass sich Reißverschlüsse und Öffnungen auf dem Rücken des Trägers befanden.
In den frühen 1990ern begann sich der Gangsta-Rap als einflussreichster Substil des Genres durchzusetzen, auch die Mode erfuhr einen maßgeblichen Einfluss durch die typische Kleidung von Gangstern und Gefängnisinsassen. Die typischen Baggy Pants, bis heute oft als das Accessoire der Hip-Hop-Mode bekannt, hatten ihren Ursprung in den Regeln der Gefängnisse, dass Gürtel mit als erstes konfisziert wurden und die Klamotten dementsprechend oft sehr tief saßen. Kapuzenshirts und Timberland-Stiefel waren besonders in New York populär, während die Westküste Flanell-Hemden und Converse All Stars populär machte. Künstler aus dem Süden machten Goldzähne zu einem typischen Accessoire, einige wie Master P, trugen im gesamten Mund vergoldete Zähne.
Der Gangsta-Rap der Westküste machte zudem einer größeren Öffentlichkeit die Dresscodes und Erkennungszeichen der Straßengangs bekannt. Gangsta-Rapper, die einer bestimmten Gang angehörten, stellten die Symbole dieser Zugehörigkeit in ihren Videos zur Schau: Besonders bekannt sind hier die beiden Erkennungsfarben der beiden größten Straßengangs LAs – rot für die Bloods und blau für die Crips. Baseballcaps bestimmter Teams, Sportjacken und die nun populären Bandanas in entsprechenden Farben, die zudem in spezieller Weise getragen wurden, machten eine Zuordnung zu einer bestimmten Gang möglich. So spielte z. B. der Westcoast-Rapper Snoop Dogg noch 2004 in seiner Hitsingle Drop it like it's hot mit der Zeile I keep a blue flag hanging out my backside/ But only on the left side, yeah that's the Crips side auf seine Zugehörigkeit zu einer Crips-Gang an.
Mit dem Aufstieg des Westcoast-Rap, insbesondere des G-Funks, Anfang bis Mitte der 1990er Jahre machten Westcoast-Rapper wie Snoop Dogg oder Too $hort zudem den Pimp-Lifestyle (z. B. der Lebensstil der afroamerikanischen Zuhälter) in der Hip-Hop-Szene populär. Pelzmäntel, teure Anzüge und grelle Farben wie grün, lila oder pink, fanden Eingang in die Ghetto-Mode. Mit ihren auffälligen, barocken Outfits und exaltierten Auftreten unterschieden sich die Westcoast-Rapper vom eher düsteren, ghetto- und straßenorientierten Stil der Eastcoast – ein Unterschied, der sich in der Musik fortsetzte, wo in den 1990er Jahren der düstere reality rap von Ostküstenkünstlern wie Mobb Deep, Nas oder dem Wu-Tang Clan, dem funklastigen G-Funk-Sound der Westcoast, gegenüberstand.
Seit der Mitte der 1990er setzten sich auch Einflüsse stereotypischer Mafia-Kleidung durch, vermittelt durch Filme wie den Klassiker von 1983 Scarface. Fedora-Hüte gehörten ebenso dazu, wie Schuhe aus Krokodilleder. Besonders The Notorious B.I.G. und Jay-Z trugen sie.
Auch Zootsuits (Anzüge mit Langsakkos) wie von der italienischen Luxusfirma Il Padrino Moda werden von bekannten Rappern aus der Szene bei Auftritten und Szenekonzerten gern getragen.
Da die Hip-Hopper selbst und bestimmte Designer die kommerziellen Potenziale der Mode entwickelten, begannen sich seit Mitte der 1990er eigene Bekleidungsmarken für den Stil zu entwickeln. Führend war hier Puff Daddy mit seiner Sean John-Marke. Karl Kani, dessen Bekleidungsfirma schon länger in der afroamerikanischen Gemeinschaft New Yorks verwurzelt war, begann international zu expandieren. Auch Firmen wie Fubu begannen sich auf dieses Marktsegment zu spezialisieren. Zur neuen Generation der Kleidung, die sie schufen, gehörten Anzüge aus teurem Material, oft mit glänzenden Oberflächen, sowie Schmuck aus Platin, der den bis dahin vorherrschenden Goldschmuck ersetzte. Als großer Hersteller konnte Tommy Hilfiger in den Markt einsteigen. Ihm gelang es, viele große Stars von Snoop Doggy Dogg bis hin zu KRS-One einzukleiden. Snoop Dogg erschien 1994 in einer US-weit ausgestrahlten Saturday-Night-Live-Folge und war von Kopf bis Fuß von Hilfiger eingekleidet. Q-Tip von A Tribe Called Quest lobte die Firma in einem Song And others couldn't figga// How me and Hilfigga// Used to move through with vigga. Mittlerweile hängt selbst ein Hip-Hop-Santa-Clause im Weißen Haus, der in Hilfiger-Kleidung eingekleidet ist. Hilfiger erreichte den Erfolg, indem er sich als einer der ersten auf den Markt konzentrierte und die Stars des Genres hofierte, um mit ihnen seine Bekleidungsmarke durchzusetzen. 1994 – dem Jahr, in dem ihr in dieser Hinsicht der Durchbruch gelang – vergrößerte die Firma nach Schätzungen ihren Umsatz um 90 Millionen US-Dollar.
Ungefähr zeitgleich begannen auch afrikanisch geprägte Haarstile wie Cornrows, Afros oder der Caesar cut sich durchzusetzen. Um die Schnitte zu schützen, mussten die Träger während des Schlafs einen doo-rag tragen, der sich bald darauf ebenfalls zum in der Öffentlichkeit getragenen Accessoire entwickelte.
In den 1990er Jahren begann sich die Mode für Frauen und Männer auseinanderzuentwickeln. Trugen Frauen vorher oft weibliche Versionen der Männermode oder wie Da Brat ganz die gleiche Kleidung, begannen in der Zeit die ersten Frauen spezielle Frauenmode zu tragen. Lil’ Kim und Foxy Brown machten Mode im Stil von auffallender Ballkleidung populär, während Lauryn Hill oder Eve sich konservativer, aber trotzdem eindeutig feminin anzogen.
Nachdem Platin sich endgültig als Metall erster Wahl durchgesetzt hatte, trugen die erfolgreichen Rapper oft Platinschmuck (die weniger erfolgreichen Silberschmuck) mit eingelassenen Diamanten, gern auch in größeren Mengen. Der Hinweis auf den Schmuck wurde zu einem bedeutenden Mittel, den eigenen Erfolg zu demonstrieren, und The B.I.G. nahm 1999 einen Hit auf, der das Phänomen mit dem Slogan Bling Bling zusammenfasste, und damit den Ausdruck für diese Form der Mode schuf. Zur selben Zeit begannen Platinzähne, jene aus Gold zu ersetzen. Der Rapper und Vorsitzende von Cash Money Records, Bryan Williams, hat sich den ganzen Mund mit permanenten Platinkronen füllen lassen.
In Verbindung mit dem bling bling ghetto fabulous style finden auch Luxusmarken wie Gucci, Prada, Carlo Colucci, Louis Vuitton oder Fendi Eingang in die street fashion. Dabei werden Kleidungsstücke und Accessoires verschiedener Stilebenen miteinander kombiniert.

## Situation heute
Nachdem sich die Mode ursprünglich in den Sozialsiedlungen und Ghettos entwickelte, hat die heutige Hip-Hop-Mode nur noch wenig mit dem auf den Straßen getragenen Stil zu tun, sondern stellt eher dessen Idealisierung dar. Oft wird sie von Designern und großen Kleiderherstellern eigens für das Marktsegment produziert, und es werden dafür teilweise sehr hohe Preise verlangt.
Die Kleidung spielt mittlerweile eine große Rolle in der Gesamtinszenierung der einzelnen Hip-Hop-Künstler. Bekannte Marken finden häufige Erwähnung in ihren Texten, was wiederum indirekt deren Rezipienten beeinflusst.
In den damaligen Kreisen werden diese Kleider jedoch teilweise immer noch aus den gleichen Beweggründen getragen.
Nachdem die Mode für Jugendliche fast weltweit einen signifikanten Marktanteil erreicht hat, haben sich mehr Hip-Hopper darauf verlegt, eigene Kleidungslinien zu etablieren und damit ihren Namen zu versilbern. Dazu gehören Russell Simmons (Phat Farm), Damon Dash, Wu-Tang Clan (Wu Wear), Method Man (Johnny Blaze) und Jay-Z (Rocawear) sowie OutKast (OutKast Clothing), 50 Cent (G Unit Clothing) in Zusammenarbeit mit Ecko und P. Diddy (Sean John). Wichtige Marken, die nicht direkt von Hip-Hoppern kommen, sind und waren Willie Esco, Ecko, Songs of Freedom, Karl Kani, Sir Benni Miles, Southpole, Nike, New Era Cap, Joker Brand, Timberland, 96 North, Mecca, pellepelle, Coogi, ArtistikWorld, K1X, Raw Blue etc.

## Street Fashion-Blogs
Mit der Verbreitung von Weblogs haben sich als eigenständiges Subgenre Blogs zur Straßenmode oder Street Fashion etabliert. Sie werden meist von Privatleuten in Großstädten betrieben – so beispielsweise in Trendstädten wie New York oder Berlin. Es wird versucht, Trends aufzuspüren, indem aktuelle Fotos von besonders ungewöhnlich bzw. modisch gekleideten Passanten veröffentlicht werden.